# Belisana tauricornis
Belisana tauricornis là một loài nhện trong họ Pholcidae. Loài này được phát hiện ở Myanma và là loài điển hình của chi Belisana.